# SMS Hamburg
O SMS Hamburg foi um cruzador rápido operado pela Marinha Imperial Alemã e depois pela sucessora Marinha do Império, sendo a segunda embarcação da Classe Bremen. Sua construção começou em agosto de 1902 nos estaleiros da AG Vulcan em Estetino e foi lançado ao mar em julho de 1903, sendo comissionado na frota alemã em março do ano seguinte. Era armado com uma bateria principal composta por dez canhões de 105 milímetros em montagens únicas, tinha um deslocamento de mais de três mil toneladas e alcançava uma velocidade máxima de 22 nós.
O Bremen serviu nas forças de reconhecimento durante a maior parte do início da sua carreira, frequentemente também escoltando o iate imperial SMY Hohenzollern. A Primeira Guerra Mundial começou em 1914 e o navio foi usado junto com flotilhas de submarinos e em várias patrulhas do Mar do Norte. Participou em meados de 1916 da Batalha da Jutlândia, onde enfrentou e foi danificado por cruzador rápidos britânicos. Foi depois disso reduzido a um quartel-general estacionário e alojamento flutuante por estar obsoleto, funções que desempenhou até o fim da guerra.
A Alemanha recebeu permissão para manter o Hamburg depois da guerra pelos termos do Tratado de Versalhes. Voltou ao serviço ativo em 1920 e seis anos depois foi transformado em um navio-escola, realizando um cruzeiro de treinamento ao redor do mundo. Em seguida foi descomissionado em março de 1931 e transformado de novo em um alojamento flutuante. Permaneceu nesta função em Kiel até o início de 1944, quando foi afundado por um ataque aéreo britânico na Segunda Guerra Mundial. Seus destroços foram reflutuados após a guerra em 1949 e desmontados em 1956.

## Características

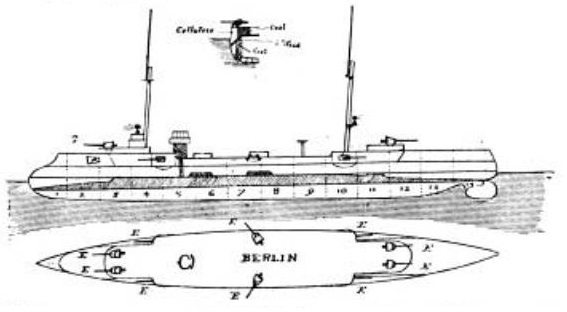
Desenho da Classe Bremen

A Lei Naval de 1898 previa a substituição das embarcações mais antigas da Marinha Imperial Alemã – corvetas, cruzadores desprotegidos e avisos – com cruzadores rápidos mais modernos. Os primeiros navios a preencherem essa exigência foram aqueles da Classe Gazelle, que tinham sido projetados para atuarem tanto como batedores para a frota quanto embarcações para serviço no império colonial alemão. Isto proporcionou a base para projetos seguintes, começando com a Classe Bremen, projetada entre 1901 e 1903. As principais melhorias desta consistiam em um casco maior que permitia duas caldeiras a mais e consequentemente uma velocidade máxima maior.
O Hamburg tinha 111,1 metros de comprimento de fora a fora, uma boca de 13,3 metros e um calado de 5,28 metros à vante. Seu deslocamento normal era de 3 278 toneladas, enquanto o deslocamento carregado chegava a 3 651 toneladas. Seu sistema de propulsão consistia em dez caldeiras a carvão de tubos d'água tipo Marine que alimentavam dois motores de tripla-expansão, cada um girando uma hélice. Tinha uma potência indicada de dez mil cavalos-vapor (7 360 aquilowatts) para uma velocidade máxima de 22 nós (41 quilômetros por hora). Podia carregar até 860 toneladas de carvão, o que proporcionava uma autonomia de 4 270 milhas náuticas (7 910 quilômetros) a uma velocidade de cruzeiro de doze nós (22 quilômetros por hora). Sua tripulação era composta por catorze oficiais e 274 a 287 marinheiros.
O armamento principal era composto por dez canhões calibre 40 de 105 milímetros em montagens únicas, duas lado no castelo de proa, três em cada lateral e duas lado a lado na popa. Para defesa contra barcos torpedeiros haviam dez canhões Maxim de 37 milímetros em montagens individuais. Também tinha dois tubos de torpedo submersos de 450 milímetros, um em cada lateral. Era protegido por um convés blindado curvado de até oitenta milímetros de espessura, tendo laterais inclinadas para baixo a fim de proporcionar alguma proteção extra. A torre de comando tinha laterais de cem milímetros, enquanto os canhões principais eram protegidos por escudos de cinquenta milímetros.

## Carreira

### Início de serviço

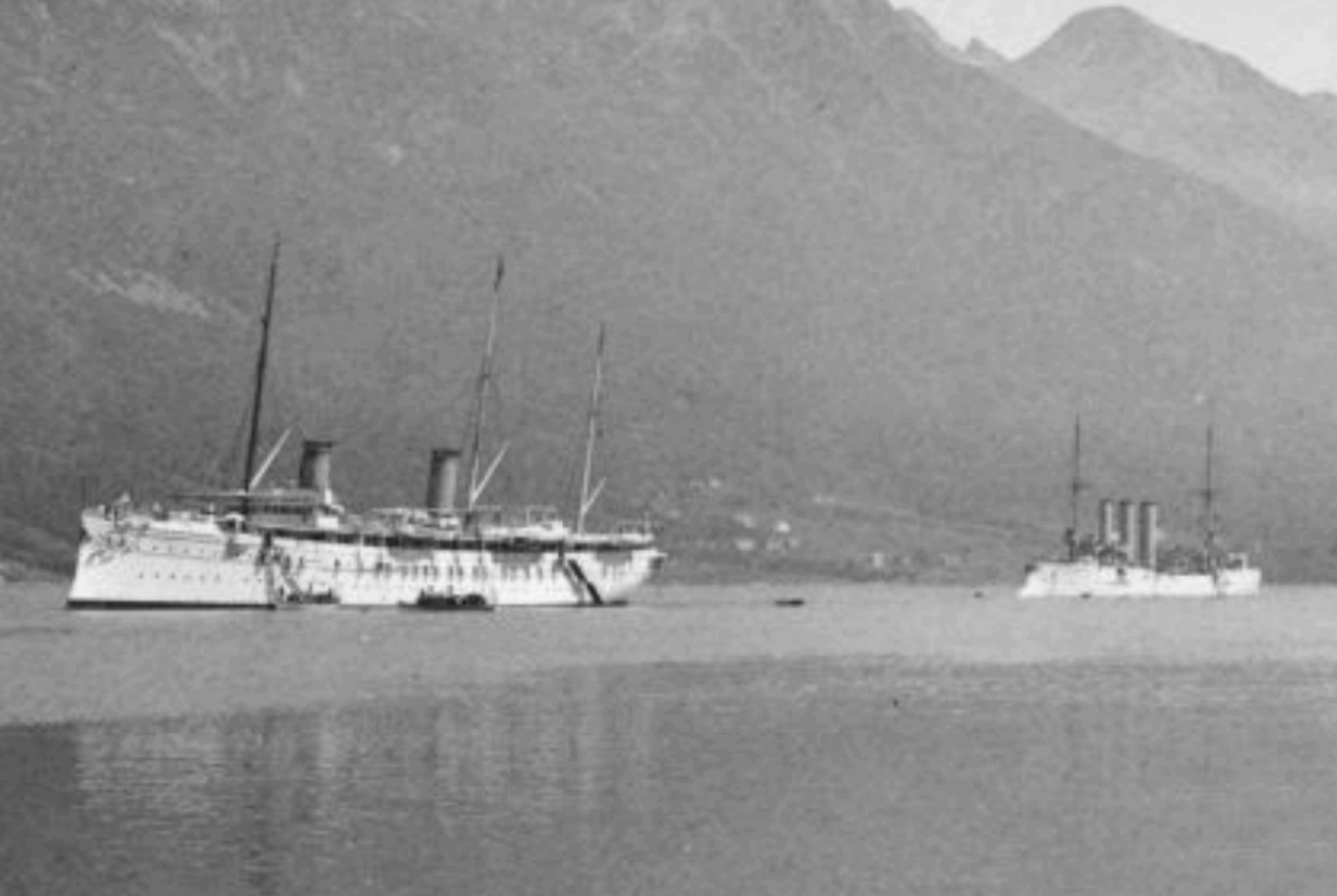
O Hohenzollern e o Hamburg na Noruega em 27 de julho de 1904

O Hamburg foi encomendado sob o nome de contrato "K" e seu batimento de quilha ocorreu em agosto de 1902 nos estaleiros da AG Vulcan em Estetino. Foi lançado ao mar durante cerimônias em 25 de julho de 1903, sendo batizado por Johann Heinrich Burchard, primeiro prefeito de Hamburgo, em homenagem à cidade. Uma tripulação do estaleiro levou o navio incompleto para Kiel para passar por sua equipagem. O Hamburg foi o primeiro membro da sua classe a entrar em serviço, sendo comissionado em 8 de março de 1904. O comando naval tinha a intenção de enviar o navio para escoltar o SMY Hohenzollern, o iate do imperador Guilherme II, mas atrasos nos seus testes marítimos fizeram com que só se juntasse ao Hohenzollern em junho. O cruzador em seguida operou junto com o iate pelos três meses seguintes, começando com uma viagem de Kiel para Hamburgo, em que Guilherme subiu a bordo do Hohenzollern para acompanhar uma regata. Os dois então fizeram um cruzeiro para a Noruega entre 7 de julho e 9 de agosto. Ao voltarem, o imperador observou manobras da frota no final de agosto e início de setembro a bordo do iate, com o Hamburg o acompanhando.
O cruzador passou a atuar na Unidade de Reconhecimento da frota principal a partir de 28 de setembro, substituindo o cruzador rápido SMS Niobe. Operou com a frota principal e iniciou no final do ano um cruzeiro de treinamento pelo Mar Báltico. O Hamburg participou nas rotinas normais de exercícios de unidade e frota em 1905, interrompidos apenas por outra viagem junto com o Hohenzollern para a Heligolândia em março e depois para Pillau e Glücksburg em outubro. Também participou de um cruzeiro com seu irmão SMS Lübeck, este equipado com turbinas a vapor, com o objetivo de avaliar os sistemas de propulsão das duas embarcações. Os anos de 1906 e 1907 transcorreram tranquilamente, com seu tempo sendo ocupado de exércitos com a frota. Durante este período, o capitão de fragata Oskar von Platen-Hallermund serviu como seu oficial comandante de setembro de 1906 até o final de setembro de 1907, quando foi substituído pelo capitão de corveta Ernst von Mann und Edler von Tiechler.

### Atividades de rotina

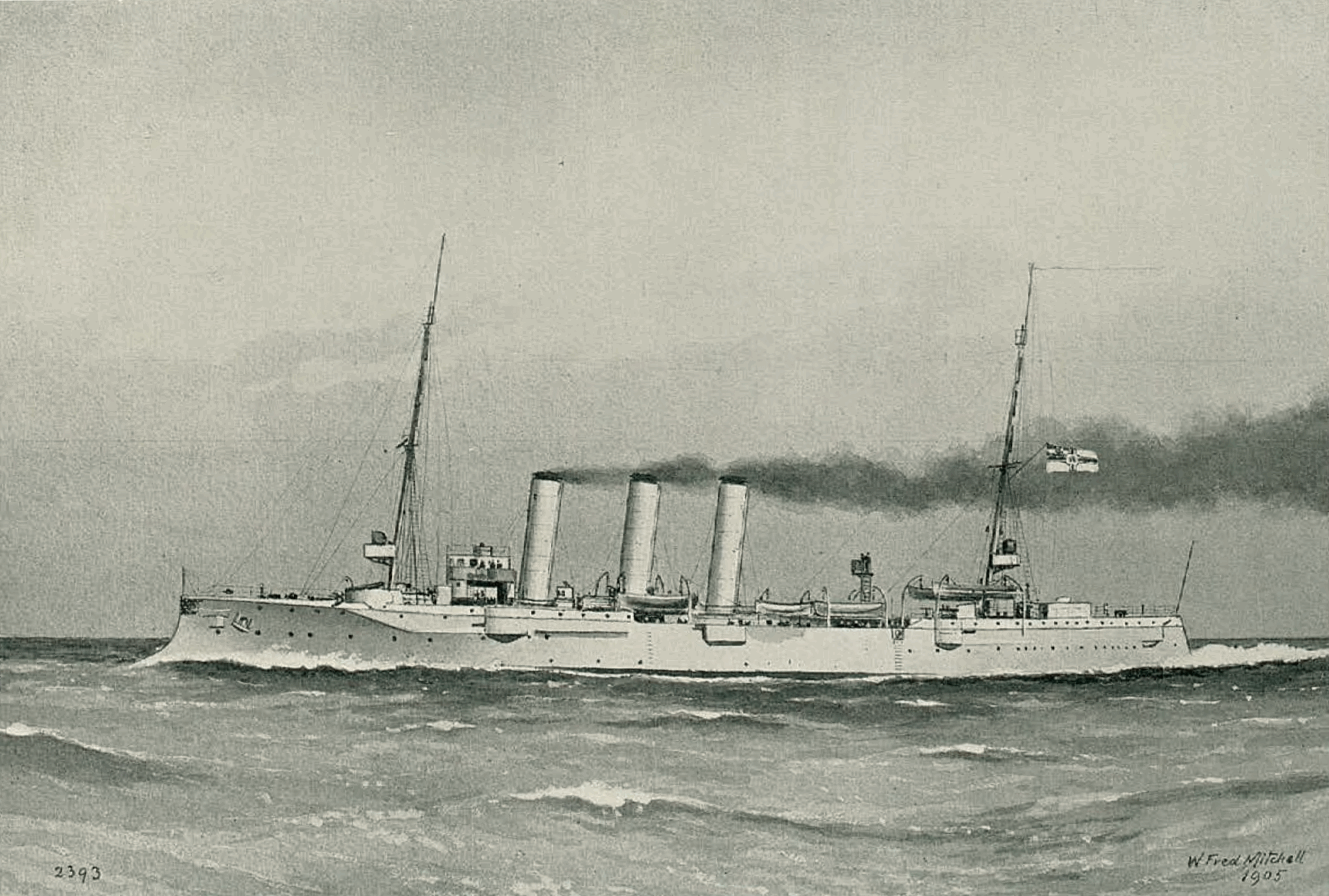
Desenho do Hamburg em 1905 por William Frederick Mitchell

O Hamburg partiu em fevereiro de 1908 em um cruzeiro de treinamento no Oceano Atlântico junto com os outros navios da Unidade de Reconhecimento. Navegaram até a Espanha, onde visitaram Vigo. O navio novamente escoltou o Hohenzollern de 6 de março a 19 de maio. Os dois, mais o navio de despachos SMS Sleipner, navegaram pelo Mar Mediterrâneo. Pararam em Veneza na Itália e em Corfu na Grécia, partindo em 5 de maio para retornarem à Alemanha. O cruzador retomou seus deveres com a frota, incluindo exercícios de treinamento no Mar do Norte e um cruzeiro com toda a Frota de Alto-Mar. O Hamburg estava programado para ser descomissionado no inverno de 1908 para 1909, assim que o novo cruzador rápido SMS Dresden entrasse em serviço. Entretanto, as turbinas a vapor do navio novo tiveram problemas depois dos testes iniciais, forçando o Hamburg a permanecer em serviço por mais um ano. Outro cruzeiro para a Espanha ocorreu em fevereiro de 1909, durante o qual o navio mais uma vez parou em Vigo entre os dias 17 e 23.
Ao voltar foi mais uma vez designado para a escolta do Hohenzollern pelo Mediterrâneo. O Hamburg, Hohenzollern e Sleipner deixaram Kiel em 24 de março e chegaram em Veneza em 4 de abril. Em seguida foram para Corfu em 16 de abril, onde Guilherme e sua família planejavam passar as férias. Relatos nessa época de perseguição contra cristãos armênios no Império Otomano causaram reações pela Europa, com vários países enviando navios para o sul da Anatólia a fim de proteger armênios e europeus na área. O Hamburg foi destacado como parte da operação e navegou em 21 de abril para Mersim, onde chegou quatro dias depois. Juntou-se ao couraçado pré-dreadnought britânico HMS Swiftsure e ao cruzador blindado francês Victor Hugo, com o Lübeck chegando também algum tempo depois. As embarcações enviaram grupos de desembarque para protegerem civis, distribuir alimentos e estabelecer hospitais de campo. A situação se acalmou até meados de maio, com o Hamburg sendo destacado no dia 17 para voltar para casa. Parou no caminho em Porto Saíde no Egito e em Málaga na Espanha, chegando em Kiel em 28 de maio.
O Hamburg voltou para a Unidade de Reconhecimento quando retornou para a Alemanha. Entretanto, pouco depois foi destacado para escoltar o Hohenzollern novamente, desta vez tendo a companhia do novo cruzador blindado SMS Gneisenau. As embarcações deixaram Kiel em 13 de junho e foram para Neufahrwasser, onde Guilherme subiu a bordo do Hohenzollern. Em seguida navegaram pelo Báltico em direção da Finlândia, onde se encontraram com o imperador Nicolau II da Rússia a bordo de seu iate. O Hamburg voltou para Kiel ao final da viagem em 20 de junho. Continuou a operar com o Hohenzollern pelo mês seguinte, incluindo durante uma regata no início de julho que marcou a inauguração de um serviço de balsa de passageiros conjunto teuto-sueco entre as cidades de Sassnitz e Trelleborg. Outro cruzeiro para a Noruega ocorreu de 18 de julho a 3 de agosto, com o cruzador sendo destacado ao voltar a fim de retomar seu serviço com a frota. Participou das manobras anuais da frota entre o final de agosto e início de setembro pela primeira vez em sua carreira. Foi descomissionado em Wilhelmshaven em 15 de setembro, pois nesta época o Dresden finalmente tinha ficado pronto para o serviço.
Passou 1910 e 1911 na reserva, período em que passou por manutenção mas não por reformas. Foi recomissionado em 2 de julho de 1912 para servir de capitânia do segundo em comando da I Flotilha de Submarinos, parte da Inspetoria de Embarcações Torpedeiras. Chegou na unidade em 6 de agosto e participou de treinamentos no Mar do Norte, com as manobras de frota ocorrendo depois entre agosto e setembro. O Hamburg serviu nessa função pelos dois anos seguintes, com o capitão de corveta Hermann Bauer atuando como seu oficial comandante entre novembro de 1913 e março de 1914. Foi transferido em 15 de março de 1914 para a recém-criada Inspetoria de Submarinos.

### Primeira Guerra Mundial
A Primeira Guerra Mundial começou no final de julho de 1914 e a I Flotilha de Submarinos foi colocada na Heligolândia. O Hamburg e o cruzador rápido SMS Stettin navegaram em direção do Mar do Norte em 6 de agosto junto uma flotilha de submarinos, com o objetivo sendo tentar atrair a frota britânica para que estão então pudesse ser atacada pelos submarinos. A força retornou para o porto em 11 de agosto depois sem terem encontrado um único navio de guerra britânico. Outra operação do tipo ocorreu no dia seguinte, também sem resultar em contatos com embarcações inimigas. O comando naval alemão dissolveu a I e II Flotilhas de Submarinos em 21 de agosto e reorganizou os navios das duas unidades sob o comando de Bauer, que recebeu o título de Líder de Submarinos. O Hamburg permaneceu como capitânia da unidade.
O Hamburg também operou com a Frota de Alto-Mar, geralmente com os cruzadores rápidos do IV Grupo de Reconhecimento. A primeira vez foi no bombardeio das cidades britânicas de Scarborough, Hartlepool e Whitby entre 15 e 16 de dezembro. O IV Grupo de Reconhecimento foi encarregado de escoltar o elemento principal da frota enquanto os cruzadores de batalha do I Grupo de Reconhecimento bombardeavam as cidades; a intenção era também atrair uma parte da frota britânica para ser afundada. O Hamburg, o cruzador blindado SMS Roon e o cruzador rápido SMS Stuttgart encontraram contratorpedeiros britânicos às 6h59min do dia 16. Estes os seguiram até às 7h40min, momento em que o Hamburg e Stuttgart foram destacados para afundá-los. Relatos dos contratorpedeiros fizeram com que o almirante Friedrich von Ingenohl, o comandante da Frota de Alto-Mar, ordenasse que seus navios recuassem. O Roon fez sinal às 8h02min para que os dois cruzadores abandonassem a perseguição a recuassem junto do resto da frota.
O navio continuou a operar com a frota no decorrer de 1915 ao mesmo tempo que continuou com seus deveres de capitânia de submarinos. Ele acidentalmente colidiu com o barco torpedeiro SMS S21 em 21 de abril enquanto navegava pela foz do rio Weser, partindo o outro navio ao meio e afundando-o. O Hamburg foi para uma doca seca passar por reparos, com estes sendo finalizados em tempo para ele participar de uma surtida entre 17 e 18 de maio. Outra operação ocorreu entre 29 e 30 de maio, pouco fazendo depois disso até a frota realizar outra surtida no Mar do Norte em 11 e 12 de setembro, época em que o cruzador era a capitânia do comodoro Karl von Restorff, o 2º Líder de Barcos Torpedeiros. Outra operação ocorreu entre 23 e 24 de outubro. Nenhuma desta operações resultou em contato com navios da Marinha Real Britânica. A frota continuou com essas operações em 1916, com surtidas ocorrendo em 5 a 7 e 25 a 26 de março, e em 21 a 22 e 24 a 25 de abril, com esta última tendo resultado no bombardeio de Yarmouth e Lowestoft.

Movimentos britânicos (azul) e alemães (vermelho) na Batalha da Jutlândia

O Hamburg foi designado para o IV Grupo de Reconhecimento para a operação que resultou na Batalha da Jutlândia, ocorrida entre 31 de maio e 1º de junho. A formação estava sob o comando do comodoro Ludwig von Reuter, partindo de Wilhelmshaven às 3h30min de 31 de maio junto com o resto da frota. Eles foram encarregados de escoltar a frota, com o Hamburg e o barco torpedeiro SMS V73 foram posicionados no lado bombordo ao lado da II Esquadra de Batalha. O IV Grupo de Reconhecimento não participou muito dos primeiros estágios da batalha, mas encontraram por volta das 21h30min a 3ª Esquadra de Cruzadores Rápidos britânica. Os navios de Reuter estavam liderando a Frota de Alto-Mar para o sul, para longe da Grande Frota britânica. Apenas o Stettin e o SMS München conseguiram enfrentar os cruzadores britânicos por conta da visibilidade ruim. O Hamburg disparou apenas uma salva, pois a névoa impossibilitava a observação de onde os projéteis caíam. Reuter virou suas embarcações para estibordo com o objetivo de aproximar os britânicos dos navios capitais alemães, mas os inimigos não caíram na armadilha e em vez disso recuaram.
Vários confrontos noturnos ocorreram entre os cruzadores e contratorpedeiros britânicos com os elementos da vanguarda da frota alemã, incluindo o IV Grupo de Reconhecimento e os couraçados da I Esquadra de Batalha. A Frota de Alto-Mar conseguiu passar pelas forças rápidas britânicas e alcançar o Recife de Horns às 4h00min de 1º de junho. O Hamburg e os outros cruzadores foram os principais alvos dos subsequentes ataques dos cruzadores e contratorpedeiros britânicos, com o Hamburg sendo seriamente danificado. A frota alemã chegou em Wilhelmshaven algumas horas depois, com vários dos couraçados ainda em condição de batalha assumindo posições defensivas do lado de fora do porto enquanto o resto da frota entrava. O Hamburg sofreu catorze mortos e 25 feridos durante o confronto, ficando sob reparos até 26 de julho.
A experiência alemã na batalha mostrou que navios mais antigos, especialmente os couraçados pré-dreadnought da II Esquadra de Batalha e cruzadores rápidos como o Hamburg, tinham características defensivas inferiores e não eram mais adequados para operações ofensivas. O cruzador também tinha um equipamento de telegrafia sem fio limitado, o que prejudicava sua capacidade de coordenar submarinos no mar. Participou de uma última surtida entre 18 e 20 de agosto, durante a qual Restorff se transferiu para o couraçado SMS Prinzregent Luitpold para usar seu equipamento de telegrafia superior. A embarcação depois disso serviu como quartel-general estacionário, sendo posteriormente convertida em alojamento flutuante para tripulações de submarinos em Wilhelmshaven. Escassez de tripulações no resto da frota forçaram a redução de sua tripulação em 15 de março de 1917, com o capitão de corveta Friedrich Lützow, o chefe do estado-maior de Restorff, desempenhando as funções de comandante do Hamburg.
A Alemanha foi forçada a abandonar sua campanha de submarinos nas últimas semanas da guerra como uma exigência para o cessar-fogo. O Hamburg não foi internado na base britânica de Scapa Flow sob os termos do armistício, permanecendo em Wilhelmshaven durante as negociações de paz do Tratado de Versalhes. O Líder de Embarcações Torpedeiras e sua equipe subiram a bordo do navio em fevereiro de 1919. O tratado foi assinado em junho e o Hamburg foi descomissionado em 16 de agosto.

### Pós-guerra
O cruzador permaneceu fora de serviço no decorrer da primeira metade de 1920. A instabilidade na Alemanha durante e após a Revolução de 1918–1919 culminou no Kapp Putsch em março de 1920, depois do qual a nova marinha, a Marinha do Império, começou a recomissionar embarcações antigas que o Tratado de Versalhes lhe dava permissão para manter. O Hamburg estava entre esses navios e assim ele foi recomissionado em 7 de setembro sob o comando do capitão de fragata Bernhard Bobsien. Foi designado para a Estação Naval do Mar do Norte, tornando-se a capitânia do contra-almirante Friedrich Richter, mas este adoeceu em novembro e foi temporariamente substituído pelo capitão de mar Walter Hildebrand. Richter e depois Hildenbrand também eram os comandantes da II, IV e VI Flotilhas, que foram encarregadas de limpar campos minados que tinham sido criados no Mar do Norte durante a guerra. O contra-almirante Konrad Mommsen assumiu o comando das unidades em 2 de abril de 1921, mantendo o Hamburg como capitânia. O cruzador visitou as Ilhas Shetland no Reino Unido entre 13 e 17 de junho, a primeira vez desde o fim da guerra que um navio alemão visitou um porto estrangeiro.
Participou em julho de 1921 de exercícios de treinamento junto com o couraçado pré-dreadnought Hannover, o cruzador rápido Medusa e a I e II Flotilhas. Escoltou draga-minas da 8ª e 11ª Meia-Flotilhas enquanto limpavam campos minados criados durante a guerra. Os navios foram atacados por uma bateria costeira soviética enquanto estavam na Baía de Kola; os alemães dispararam de volta e recuaram. Voltaram para a Alemanha quando os trabalhos de limpeza de minas foram concluídos, mas no caminho pararam em vários portos noruegueses, incluindo Vardø, Hammerfest, Tromsø, Ålesund e Bergen. Chegaram de volta a Wilhelmshaven em 31 de agosto, com o Hamburg não atuando mais pelo restante do ano. Foi empregado em fevereiro de 1922 como um quebra-gelo auxiliar no Báltico a fim de ajudar navios mercantes na área. Seu casco não era forte o bastante para a tarefa e assim precisou ir para uma doca seca a fim de passar por reparos de danos sofridos no final do mês. Enquanto isso, o couraçado pré-dreadnought Braunschweig foi recomissionado e substituiu o Hamburg como capitânia da Estação Naval em 1º de março. O resto do ano transcorreu tranquilamente, com as únicas grandes ocorrências sendo uma visita a Odda na Noruega e as manobras anuais da frota entre agosto e setembro. O capitão de fragata Erich Heyden assumiu o comando do cruzador depois das manobras.
O Hamburg visitou Hanko na Finlândia e Rønne na Dinamarca em julho de 1923. Mais agitações na Alemanha fizeram com que o cruzador e dois barcos torpedeiros fossem enviados para Hamburgo em outubro. Os barcos torpedeiros foram destacados para irem ao bairro de Harburg, enquanto o Hamburg enviou uma equipe de desembarque a fim de ajudar a polícia local a reestabelecer a ordem. A frota foi reorganizada durante este período, entrando em efeito no dia 15; a posição de Alto Comando das Forças Navais foi criada como uma superior das duas Estações Navais. O Hamburg serviu de capitânia do capitão de Adolf Pfeiffer, o comandante das forças rápidas no Mar do Norte. Passou o ano de 1924 realizando rotinas normais de exercícios de treinamento, interrompidos apenas por uma visita a Riga na Letônia entre 8 e 14 de julho. As manobras anuais ocorreram em agosto e setembro e em seguida Heyden foi substituído pelo agora capitão de mar Lützow, enquanto Pfeiffer foi substituído pelo contra-almirante Erich Raeder, porém este permaneceu na posição brevemente e foi substituído em janeiro de 1925 pelo comodoro Franz Wieting. O Hamburg na mesma época foi transferido para a Estação Naval do Mar Báltico, baseada em Kiel. Wieting permaneceu no comando das forças rápidas no Mar do Norte até 1º de abril, quando a posição foi amalgamada com a do vice-comandante da divisão de couraçados, com ele transferindo sua capitânia para o Hannover. O capitão de mar Ernst Junkermann assumiu o comando do cruzador em maio, porém ficou na posição por apenas dois meses até ser substituído pelo capitão de mar Paul Wülfing von Ditten, que também foi substituído em dois meses pelo capitão de corveta Hermann Densch.
O cruzador foi transferido para a Inspetoria de Treinamento a fim de ser usado como navio-escola, ficando sob o comando do capitão de fragata Otto Groos. Preparações para um grande cruzeiro de treinamento que também realizaria uma circum-navegação começaram pouco depois; Carl Wilhelm Petersen, o primeiro prefeito de Hamburgo, presenteou a bandeira da cidade ao navio durante as cerimônias de partida em 14 de fevereiro de 1926. Petersen então viajou a bordo do Hamburg até Cuxhaven, mais abaixo no rio Elba. Em seguida a embarcação navegou pelo Canal da Mancha para o Oceano Atlântico, viajando para o sul e parando em Pontevedra na Espanha, Funchal em Portugal e Las Palmas nas Ilhas Canárias. O navio então atravessou o Atlântico até o Caribe e passou pelo Canal do Panamá, visitando o litoral oriental da América Central e do Norte até São Francisco nos Estados Unidos. Depois iniciou sua viagem pelo Oceano Pacífico, parando em Honolulu no Havaí à caminho do Japão. O Hamburg então navegou para o sul até as Filipinas, onde visitou Manila e Cidade de Iloilo, e as Índias Orientais Neerlandesas. Cruzou o Oceano Índico, parando em Colombo no Ceilão, entrando no Mar Vermelho e atravessando o Canal de Suez para o Mediterrâneo. Sua última parada no estrangeiro foi em Vigo, chegando de volta em Wilhelmshaven em 20 de fevereiro de 1927.
O Hamburg foi descomissionado em 30 de junho de 1927 e colocado na reserva no ano seguinte. Foi removido do registro naval em 31 de março de 1931 e cinco anos depois foi convertido pela Marinha de Guerra em um alojamento flutuante para tripulações de submarinos. Durante este período ficou baseado em Kiel, servindo nessa função até 1944, quando foi decidido desmontá-lo como sucata. Foi rebocado para Hamburgo em 7 de julho para que os trabalhos começassem, porém foi depois afundado vinte dias depois durante um ataque aéreo britânico na Segunda Guerra Mundial. Seus destroços foram reflutuados em 1949 e desmontados até 1956.